# 識名盛命
識名親方盛命（しきなうぇーかたせいめい、1652年1月29日 - 1715年11月18日）は、琉球王国の官僚、政治家、日本文学研究者。沖縄三十六歌仙の一人。唐名としては毛起龍を名乗った。
毛氏伊野波殿内と呼ばれる貴族の家に生まれた。伊野波盛紀の三男であり、伊野波盛平の弟でもある。盛紀と盛平はともに三司官を務めた経験があり、 、盛命自身も1702年から1712年まで三司官を務めていた。盛命の任期中には、『おもろそうし』（1710年）の収集や、 史上初の沖縄方言の辞書である『混効験集』（1711年）の編纂を担当した。 
盛平はまた、日本語（本土方言）で書いた詩的な日記である『思出草（おもいでぐさ）』を残している  。